# 맷 로랑
맷 로랑(Matt Laurent, 1967년 5월 24일 ~ )은 캐나다의 가수, 뮤지컬 배우다.